# Nowojegoriewskoje
Nowojegoriewskoje (ros. Новоегорьевское) – wieś (ros. село, trb. sieło) na terenie wchodzącego w skład Rosji syberyjskiego Kraju Ałtajskiego.
Miejscowość położona jest ok. km od Rubcowsk i jest ośrodkiem administracyjnym rejonu jegoriewskiego.